# Nallachius bruchi
Nallachius bruchi är en insektsart som beskrevs av Navás 1923. Nallachius bruchi ingår i släktet Nallachius och familjen Dilaridae. Inga underarter finns listade i Catalogue of Life.